# John Peoples

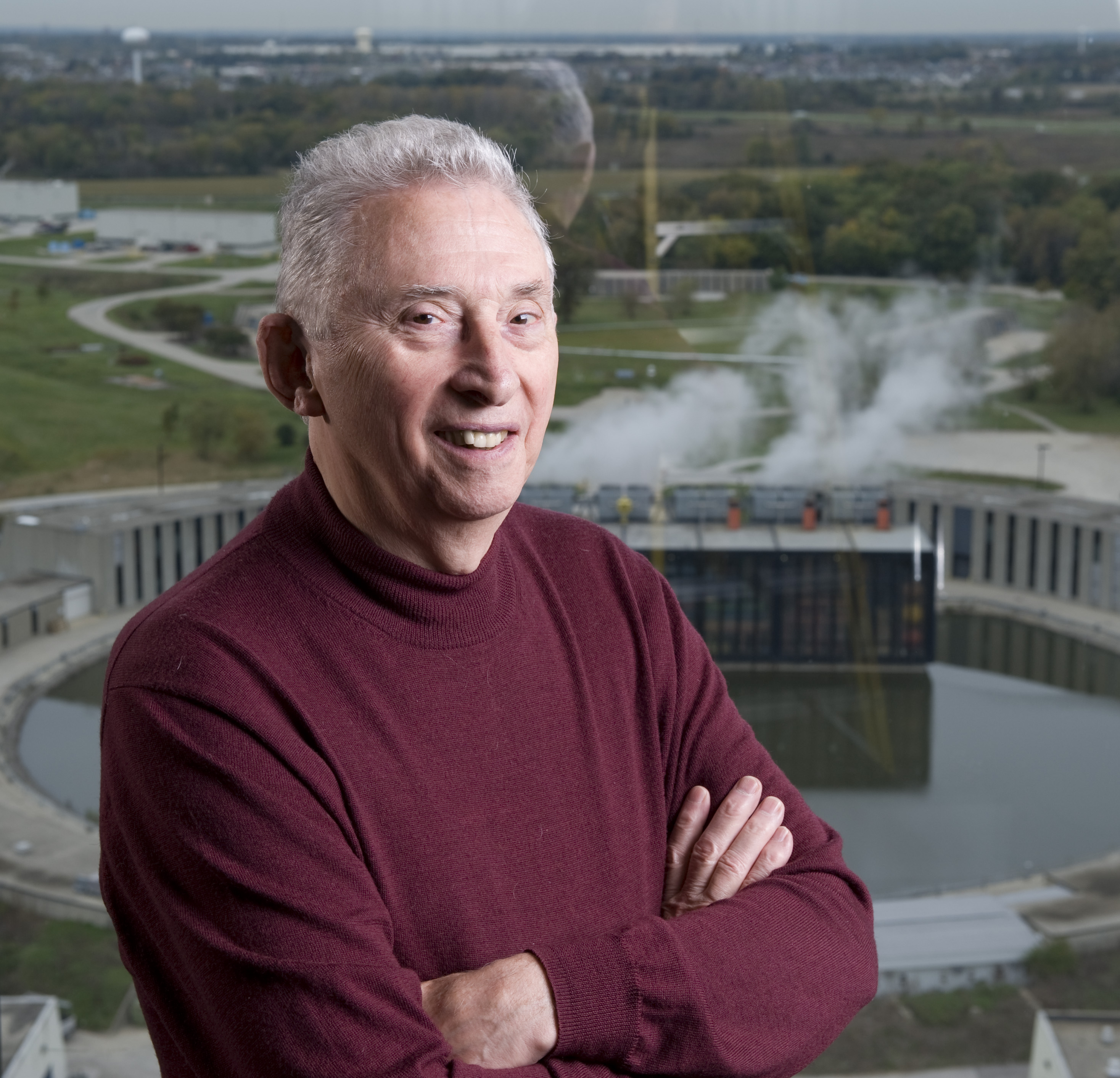
John Peoples

John Peoples Jr. (* 22. Januar 1933 in New York City; † 25. Juni 2025) war ein US-amerikanischer Physiker, der sich mit Teilchenbeschleunigern beschäftigte. Von 1989 bis 1999 war er Direktor des Fermi National Accelerator Laboratory (Fermilab).

## Leben
Peoples studierte Elektrotechnik am Carnegie Institute of Technology (Bachelor 1955) und arbeitete dann als Ingenieur bei der Martin Aircraft Corporation. 1959 begann er ein Physikstudium an der Columbia University, an der er 1966 promoviert wurde. Danach war er an der Columbia und Cornell University sowie am Brookhaven National Laboratory und ab 1971 am Fermilab tätig, wo er für den Rest seiner Karriere blieb.
In den 1970er Jahren war er an Hochenergieexperimenten beteiligt. 1981 wurde er Projektleiter für die Antiproton-Quelle am Tevatron. In den 1990er Jahren hatte er die Leitung des Labors und trug wesentlich dazu bei, dass das Tevatron seine führende Stellung ausbaute: von 1990 bis 1994 erhöhte sich die Luminosität des Tevatrons um einen Faktor 20 (was die Entdeckung des Top Quark ermöglichte), gefolgt von einem weiteren Faktor 20 nach Installation des 1999 fertiggestellten Main Injector, der unter Leitung von Peoples 1990 auf den Weg gebracht wurde (in einer Zeit als noch der SSC als nächstes großes Beschleunigerprojekt galt).
Von 1993 bis 1994 war er zur Zeit von dessen Stilllegung Leiter des SSC, für die deren Central Design Group er schon 1987 bis 1988 vom Fermilab zum Lawrence Berkeley National Laboratory abgeordnet war.
Von 1993 bis 1997 war er Vorstand des International Committee for Future Accelerators (ICFA), das nach der Schließung des SSC während dieser Zeit den LHC als nächstes großes (internationales) Projekt ausmachte.
Nach seiner Direktorenschaft am Fermilab wandte er sich der Astrophysik zu und war von 1998 bis 2003 Direktor des Sloan Digital Sky Survey.
1970 erhielt er ein Forschungsstipendium der Alfred P. Sloan Foundation (Sloan Research Fellowship). 1992 wurde er Fellow der American Association for the Advancement of Science. 2010 erhielt er den Robert R. Wilson Prize.